# Henīz
Henīz (persiska: Hīnz, هنیز) är en ort i Iran.   Den ligger i provinsen Qazvin, i den norra delen av landet, 110 km nordväst om huvudstaden Teheran. Henīz ligger 2 204 meter över havet och antalet invånare är 518.
Terrängen runt Henīz är bergig österut, men västerut är den kuperad.Runt Henīz är det ganska tätbefolkat, med 108 invånare per kvadratkilometer. Närmaste större samhälle är Mo'allem Kalāyeh, 15,5 km väster om Henīz. Trakten runt Henīz består i huvudsak av gräsmarker.